# Chōzaburō Tanaka
Chōzaburō Tanaka (田中 長三郎 Tanaka Chōzaburō) hoặc thường được Latinh hóa là Tyôzaburô Tanaka (3 tháng 11 năm 1885 tại Osaka – 28 tháng 6 năm 1976) là một nhà thực vật học và nấm học Nhật Bản. Ông học Khoa Nông học tại Đại học Tokyo năm 1932, là giáo sư nông nghiệp và thực vật học kinh tế tại Đại học Taihoku từ năm 1928.
Ông đã thiết lập một trong hai hệ thống phân loại chính hiện đang được sử dụng cho chi Cam chanh và các chi liên quan, và hiện tại được coi là một "khóa định loại". Tanaka là tác giả của 180 danh pháp thực vật trong họ Cửu lý hương, ví dụ như Citrus × latifolia (Chanh không hạt) và Citrus tangerina (quýt). Nhiều loài mà Tanaka mô tả vẫn được công nhận, nhưng hệ thống phân loại của ông không được hỗ trợ bởi nghiên cứu di truyền hiện đại.

## Công trình nghiên cứu tiêu biểu
- Tanaka, Tyôzaburô (1976). Nakao, Sasuke (biên tập). Tanaka's Cyclopedia of Edible Plants of the World (bằng tiếng Anh) . Tokyo: Yugaku-sha (distributed by Keigaku Pub. Co.).
- Tanaka, Tyôzaburô (1932). A Monograph of the Satsuma Orange (bằng tiếng Anh). Taihoku Imperial University.